# アイノウタ
『アイノウタ［ai no uta］』は、2002年4月7日から2002年9月29日まで毎週日曜日23:00～23:30にBS-iで放送されたテレビドラマ。全26話。主演は池内博之。

## 概要
主人公のカメラマン・町田陽（池内博之）を通して描かれる日本各地の美しい風景。主人公と恋人・ユキ（つぐみ）との間で交わされるメール。恋人達や風景の中で交わされる美しい大切な言葉に、美しい映像を重ね合わせた抒情詩的なドラマ。

## キャスト
- 町田　陽 - 池内博之
- 緑川ユキ - つぐみ
- 倉橋一哉 - 大森南朋
- 南波さとし - 大森南朋
- 安藤たか子 - ひふみかおり
- 戸塚航太 - 山上賢治
- 岡北忠治 - 佐藤二朗
- 栗山信之介 - 千葉哲也
- 緑川茉莉 - 伴杏里
- 南　宏一朗 - 眞島秀和
- 桂木亜衣 - 黒坂真美
- 南波朱音 - 吉田桃花
- 宮本一郎 - 大浦龍宇一
- 塩原康夫 - 遠藤憲一
- 竹川ひとみ - 日高ひとみ
- 森下亜佐美 - 水島かおり
- みのり - 三船美佳
- 美香 - 楠本莉紗
- 沢村あゆみ - 水川あさみ
- 藤本美登里 - 坂上香織
- 藤本広也 - 康すおん
- 藤本宏 - 高橋元希
- 少年 - 今野雅人
- 倉橋一哉の母 - 松金よね子

## スタッフ
- 《プロデューサー》 - 《大川博史》、《丹羽多聞アンドリウ》、《鈴木早苗》
- 《プロデューサー補》 - 《森田裕香》
- 《脚本》 - 《岡本貴也》、《武田百合子》、《高木聖子》、《及川章太郎》、《野島瑞樹》
- 《演出》 - 《廣木隆一》、《村松弘之》、《鈴木浩介》、《佐伯竜一》、《安藤尋》、《松永洋一》
- 《演出助手》 - 《高橋貴司》、《市原直》

## 主題歌

### オープニングテーマ
- 幻の月（歌：元ちとせ、作詞・作曲：オカモトサダヨシ、編曲：COIL）

### エンディングテーマ
- かよわきエナジー～Take Me Home,Country Roads（歌：GOING UNDER GROUND、作詞・作曲：ジョン・デンバー・Bill Danoff Taffy Nivert・松本素生）

## 放送リスト
| 話数   | 初回放送日    | 脚本       | 演出     | 出演ゲスト等                                                     |
| ------ | ------------- | ---------- | -------- | ---------------------------------------------------------------- |
| 第1話  | 2002年4月7日  | 野島瑞樹   | 廣木隆一 | ひふみかおり、山上賢治                                           |
| 第2話  | 2002年4月14日 | 岡本貴也   | 廣木隆一 | 佐藤二朗                                                         |
| 第3話  | 2002年4月21日 | 岡本貴也   | 廣木隆一 | 千葉哲也、佐藤二朗                                               |
| 第4話  | 2002年4月28日 | 岡本貴也   | 廣木隆一 | 大森南朋                                                         |
| 第5話  | 2002年5月5日  | 高木聖子   | 廣木隆一 | 伴杏里、千葉哲也                                                 |
| 第6話  | 2002年5月12日 | 及川章太郎 | 村松弘之 | 眞島秀和、千葉哲也                                               |
| 第7話  | 2002年5月19日 | 岡本貴也   | 村松弘之 | 佐藤二朗                                                         |
| 第8話  | 2002年5月26日 | 高木聖子   | 村松弘之 | 伴杏里、千葉哲也                                                 |
| 第9話  | 2002年6月2日  | 岡本貴也   | 鈴木浩介 | 黒坂真美、吉田桃花、大森南朋                                     |
| 第10話 | 2002年6月9日  | 岡本貴也   | 鈴木浩介 | 黒坂真美、大浦龍宇一、吉田桃花、大森南朋                         |
| 第11話 | 2002年6月16日 | 岡本貴也   | 鈴木浩介 | 千葉哲也、黒坂真美、遠藤憲一、日高ひとみ                         |
| 第12話 | 2002年6月23日 | 岡本貴也   | 安藤尋   | 大森南朋                                                         |
| 第13話 | 2002年6月30日 | 岡本貴也   | 松永洋一 | 千葉哲也、日高ひとみ、吉田桃花、大森南朋                         |
| 第14話 | 2002年7月7日  | 岡本貴也   | 村松弘之 | 千葉哲也、日高ひとみ、吉田桃花、大森南朋、水島かおり             |
| 第15話 | 2002年7月14日 | 武田百合子 | 村松弘之 | 日高ひとみ、吉田桃花、三船美佳、楠本莉紗、大森南朋               |
| 第16話 | 2002年7月21日 | 武田百合子 | 村松弘之 | 吉田桃花、三船美佳、楠本莉紗、大森南朋                           |
| 第17話 | 2002年7月28日 | 武田百合子 | 佐伯竜一 | 千葉哲也、吉田桃花、水川あさみ、大森南朋                         |
| 第18話 | 2002年8月4日  | 武田百合子 | 佐伯竜一 | 千葉哲也、日高ひとみ、吉田桃花、水川あさみ、大森南朋             |
| 第19話 | 2002年8月11日 | 武田百合子 | 佐伯竜一 | 日高ひとみ、吉田桃花、水川あさみ、大森南朋                       |
| 第20話 | 2002年8月18日 | 岡本貴也   | 鈴木浩介 | 佐藤二朗、吉田桃花、日高ひとみ、坂上香織、大森南朋               |
| 第21話 | 2002年8月25日 | 岡本貴也   | 鈴木浩介 | 佐藤二朗、吉田桃花、日高ひとみ、坂上香織、大森南朋               |
| 第22話 | 2002年9月1日  | 岡本貴也   | 鈴木浩介 | 佐藤二朗、吉田桃花、坂上香織、大森南朋、康すおん、高橋元希       |
| 第23話 | 2002年9月8日  | 武田百合子 | 廣木隆一 | 千葉哲也、吉田桃花、日高ひとみ、今野雅人、大森南朋               |
| 第24話 | 2002年9月15日 | 武田百合子 | 廣木隆一 | 千葉哲也、吉田桃花、日高ひとみ、松金よね子、水島かおり、大森南朋 |
| 第25話 | 2002年9月22日 | 武田百合子 | 廣木隆一 | 千葉哲也、吉田桃花、大森南朋                                     |
| 第26話 | 2002年9月29日 | 武田百合子 | 廣木隆一 | 千葉哲也、松金よね子、大森南朋                                   |